# Dekanat Częstochowa – św. Antoniego z Padwy
Dekanat Częstochowa – św. Antoniego z Padwy – jeden z 36 dekanatów archidiecezji częstochowskiej. Znajduje się w regionie częstochowskim. Składa się z 9 parafii.

## Lista parafii
| Lp | Miejscowość / parafia                                   | Proboszcz / administrator | Kościół                                                    | Zdjęcie |
| -- | ------------------------------------------------------- | ------------------------- | ---------------------------------------------------------- | ------- |
| 1  | Częstochowa Parafia Najświętszego Serca Pana Jezusa     | ks. Andrzej Król          | Kościół Najświętszego Serca Pana Jezusa w Częstochowie     |         |
| 2  | Częstochowa Parafia Wniebowstąpienia Pańskiego          | ks. Paweł Marzec          | Kościół Wniebowstąpienia Pańskiego w Częstochowie          |         |
| 3  | Częstochowa Parafia Zesłania Ducha Świętego             | ks. Artur Stopikowski     | Kościół Zesłania Ducha Świętego w Częstochowie             |         |
| 4  | Częstochowa Parafia św. Antoniego z Padwy               | ks. Sylwester Kubik       | Kościół św. Antoniego Padewskiego w Częstochowie           |         |
| 5  | Częstochowa Parafia św. Jadwigi Śląskiej                | ks. Krzysztof Rak         | Kościół św. Jadwigi Śląskiej w Częstochowie                |         |
| 6  | Częstochowa Parafia św. Jana Chrzciciela                | ks. Czesław Mirowski      | Kościół św. Jana Chrzciciela w Częstochowie                |         |
| 7  | Częstochowa Parafia św. Rafała Kalinowskiego            | ks. Adam Bachowski        | Kościół św. Rafała Kalinowskiego w Częstochowie            |         |
| 8  | Częstochowa Parafia św. Stanisława Biskupa i Męczennika | ks. Jacek Michalewski     | Kościół św. Stanisława Biskupa i Męczennika w Częstochowie |         |
| 9  | Częstochowa Parafia św. Urszuli Ledóchowskiej           | Ks. Mikołaj Węgrzyn       | Kościół św. Urszuli Ledóchowskiej w Częstochowie           |         |